# Johann Zeitler
Johann Zeitler (Bindlach, 1927. április 30. – Bindlach, 2018. március 1.) nyugatnémet válogatott labdarúgó, csatár.

## Pályafutása
1949 és 1958 között a VfB Bayreuth, 1958 és 1961 között az SpVgg Bayreuth labdarúgója volt. Részt vett az 1952-es helsinki és az 1956-os melbourne-i olimpián a német csapat tagjaként. 1952-ben egy alkalommal szerepelt a nyugatnémet válogatottban és egy gólt szerzett.

## Statisztika

### Mérkőzése a nyugatnémet válogatottban
| NSZK | NSZK              | NSZK                        | NSZK      | NSZK     | NSZK     | NSZK       | NSZK  | NSZK    |
| #    | Dátum             | Helyszín                    | Hazai     | Eredmény | Vendég   | Kiírás     | Gólok | Esemény |
| ---- | ----------------- | --------------------------- | --------- | -------- | -------- | ---------- | ----- | ------- |
| 1.   | 1952. április 20. | Luxembourg, Stade Municipal | Luxemburg | 0 – 3    | NSZK     | barátságos | -     |         |
|      | Összesen          |                             |           | 1        | mérkőzés |            | 0     | gól     |